# Macomb (Oklahoma)
Macomb és un poble dels Estats Units a l'estat d'Oklahoma. Segons el cens del 2000 tenia 1.450 habitants.

## Demografia
Segons el cens del 2000, Macomb tenia 61 habitants, 20 habitatges, i 17 famílies. La densitat de població era de 261,7 habitants per km².
Dels 20 habitatges en un 45% hi vivien nens de menys de 18 anys, en un 50% hi vivien parelles casades, en un 20% dones solteres, i en un 15% no eren unitats familiars. En el 10% dels habitatges hi vivien persones soles el 5% de les quals corresponia a persones de 65 anys o més que vivien soles. El nombre mitjà de persones vivint en cada habitatge era de 3,05 i el nombre mitjà de persones que vivien en cada família era de 3,18.
Per edats la població es repartia de la següent manera: un 31,1% tenia menys de 18 anys, un 4,9% entre 18 i 24, un 27,9% entre 25 i 44, un 24,6% de 45 a 60 i un 11,5% 65 anys o més.
L'edat mediana era de 31 anys. Per cada 100 dones de 18 o més anys hi havia 121,1 homes.
La renda mediana per habitatge era de 28.750 $ i la renda mediana per família de 28.750 $. Els homes tenien una renda mediana de 25.000 $ mentre que les dones 18.125 $. La renda per capita de la població era de 8.695 $. Entorn del 15% de les famílies i el 24,2% de la població estaven per davall del llindar de pobresa.

## Poblacions més properes
El següent diagrama mostra les poblacions més properes.